# Парламентские выборы в Сьерра-Леоне (1977)
Парламентские выборы в Сьерра-Леоне проходили 6 мая 1973 года. В результате Всенародный конгресс получил 70 из 100 мест парламента. 
Следующие выборы состоялись в 1996 году.

## Предвыборная обстановка
Досрочные выборы были назначены президентом Сиака Стивенсом после объявления чрезвычайного положения в связи со студенческими беспорядками в начале 1977 года.
На выборах только 41 депутат и 1 представитель племён были избраны на альтернативной основе. Остальные места были заполнены кандидатами от Всенародного конгресса, которые являлись единственными кандидатами в своём округе. Предвыборная кампания сопровождалась насилием, в 8 округах выборы были проведены позже.
Впервые 3 места парламента были зарезервированы для президентских назначенцев.

## Результаты
| Партия                                                                               | Голоса  | %     | Места |
| ------------------------------------------------------------------------------------ | ------- | ----- | ----- |
| Всенародный конгресс                                                                 | 425 328 | 61,93 | 70    |
| Народная партия Сьерра-Леоне                                                         | 205 976 | 29,99 | 15    |
| Демократическая национальная партия                                                  | 478     | 0,07  | 0     |
| Независимые                                                                          | 54 998  | 8,01  | 0     |
| Племенные вожди                                                                      | −       | −     | 12    |
| Квота президента                                                                     | −       | −     | 3     |
| Всего                                                                                | 686 610 | 100   | 100   |
| Источник:Inter-Parliamentary Union Архивная копия от 3 марта 2016 на Wayback Machine |         |       |       |